# Années 70
Les années 70 couvrent les années 70 à 79. 
- Pour les années 1970 à 1979, voir Années 1970.

## Événements
- 70-79 : Vespasien augmente les taxes et trouve de nouvelles entrées d’argent pour rétablir l’équilibre financier de l’Empire romain[1].

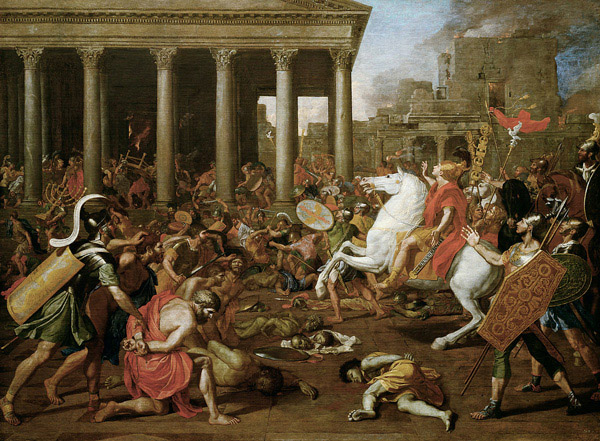
La destruction du Temple de Jérusalem, Nicolas Poussin, v. 1637

- 70 : prise de Jérusalem par Titus ; fin de la première guerre judéo-romaine, destruction du temple de Jérusalem et nouvelle diaspora juive dans l'empire romain[2].
- 73-74 : prise de Massada[3].
- 75 : révolte contre la Chine dans tout le bassin du Tarim appuyée par les Xiongnu[4].

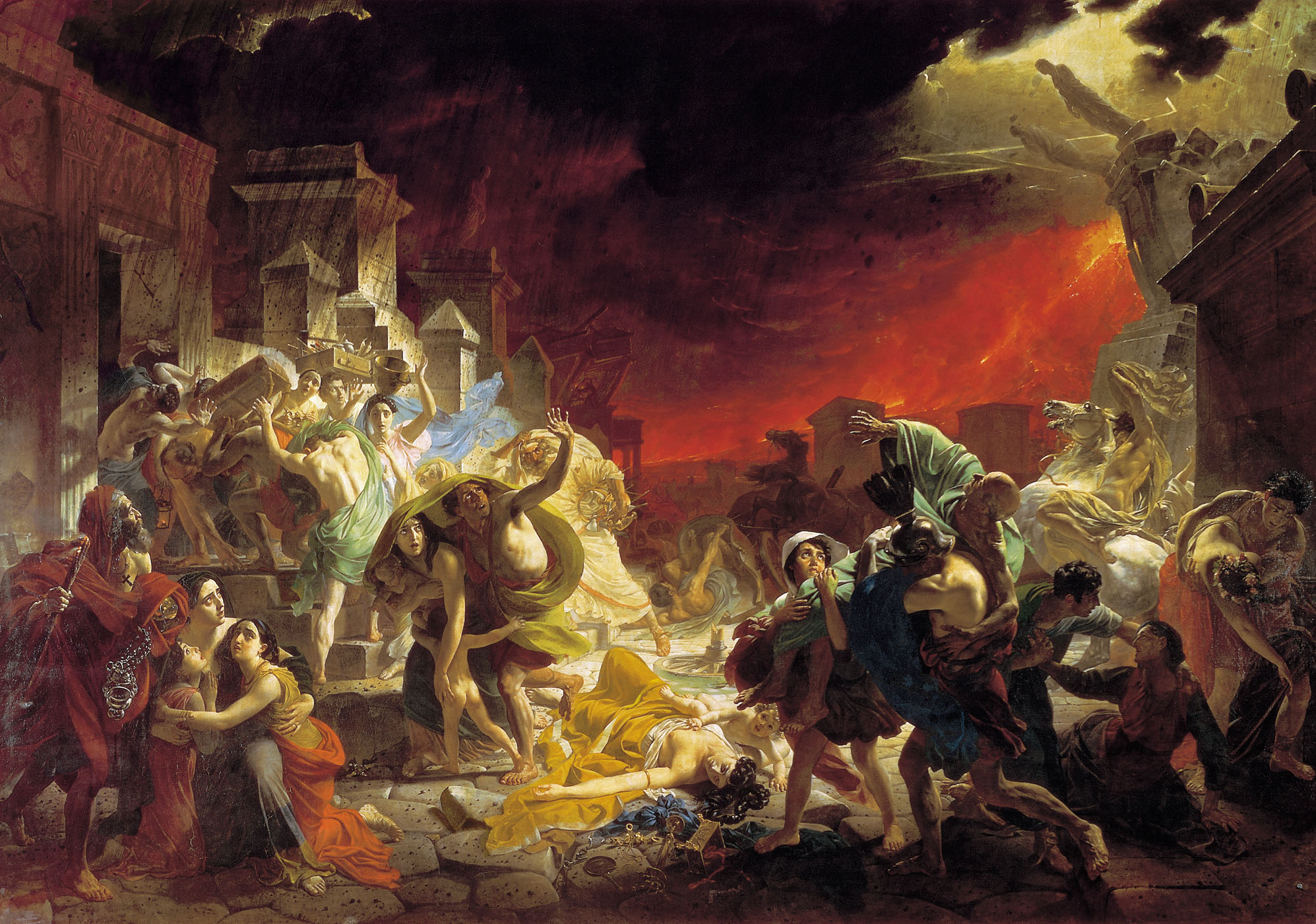
Le Dernier Jour de Pompéi, peinture de Karl Brioullov.

- 24 octobre 79 : éruption du Vésuve et destruction de Pompéi et d'Herculanum[5].
- Avant 80, Bretagne : après la mort du roi Cogidubnus au milieu des années 70[6], les peuples des Atrébates et des Regni sont organisés en civitas et annexés par Rome. Ils cessent donc d'être un royaume client des Romains[7].

## Personnalités significatives
- Anaclet
- Ban Chao, général chinois.
- Simon Bargiora et Jean de Gischala, chefs de la révolte juive contre les Romains.
- Flavius Josèphe
- Julius Agricola
- Pline l'Ancien
- Titus (empereur romain 79–81)
- Vespasien (empereur romain 69–79)